# Baronets Brooksbank

Escudo de los baronets Brooksbank.

El título de baronet Brooksbank, de Healaugh Manor, en la parroquia de Healaugh, Tadcaster, en el Condado de York, fue creado el 15 de septiembre de 1919 por Edward Brooksbank. El título fue heredado por su nieto, el segundo barón (hijo del Teniente-Coronel Edward Brooksbank, quien a su vez era el hijo mayor del primer barón). Fue coronel en Yorkshire y sirvió, igual que su abuelo, como Juez de Paz y Teniente Diputado de Yorkshire del Este. En la actualidad, el título lo ostenta su hijo mayor, el tercer barón, quien heredó el título en 1983.
Un descendiente de los baronets Brooksbank es Jack Christopher Stamp Brooksbank (3 de mayo de 1986), quien es el marido de la princesa Eugenia de York, nieta de la reina Isabel II del Reino Unido. El 12 de octubre de 2018, Charles Brooksbank, su primo, realizó la primera lectura en la boda real entre Eugenia de York y Jack Brooksbank.

## Historia familiar
Stamp Brooksbank (1694–1756), antepasado del primer baronet, fue gobernador del Banco de Inglaterra desde 1741 a 1743 y representó a Saltash y Colchester en la Cámara de los Comunes. Adquirió la propiedad de Healaugh Manor, cerca de Tadcaster,  Yorkshire del Norte.

## Lista
- Sir Edward Clitherow Brooksbank, 1.er baronet (1858–1943)
  - Edward York Brooksbank (1888–1935) – segundo hijo del 2.° baronet, murió antes que su padre
- Sir (Edward) William Brooksbank, 2.° barón (1915–1983) – nieto del 1.er baronet (hijo de Edward York Brooksbank)
- Sir (Edward) Nicholas Brooksbank, 3.er baronet (1944) – único hijo del 2.° baronet

El heredero aparente al título es el único hijo del 3.er baronet, (Florian) Tom Charles Brooksbank (9 de agosto de 1982)